# Liste von Sakralbauten in Chemnitz
Die Liste von Sakralbauten in Chemnitz führt bestehende und ehemalige Kirchen sowie sonstige Sakralbauten in Chemnitz, Sachsen, auf.

## Christentum

### Evangelisch-lutherische Kirchen

#### Bestehende Kirchen
| Abbildung | Kirche                                                                       | Stadtteil, Standort                                        | Hauptbauzeit, Architekt                                          | Orgel, Register                                             | Glocken (Schlagton, Gießer) | Besonderheiten | Links |
| --------- | ---------------------------------------------------------------------------- | ---------------------------------------------------------- | ---------------------------------------------------------------- | ----------------------------------------------------------- | --- | --- | --- |
|           | Heilig-Geist-Kapelle                                                         | Helbersdorf, Helbersdorfer Str. 71 (⊙)                     | 1953–1955                                                        |                                                             | | | bonhoeffer-kirchgemeinde.de |
|           | St. Markus                                                                   | Sonnenberg (⊙)                                             | 1893–1895                                                        | Jehmlich, 1895                                              | aïs°–cis′–e′, BVG | | markus.kirche-c.de |
|           | Lutherkirche                                                                 | Lutherviertel, Zschopauer Straße 151 (⊙)                   | 1905–1908, Otto Kuhlmann                                         | Sauer, 1907/08 51 (14-12-13-12)                             | 1.) a°–d′–e′–fis', Schilling 1907 2.) a°–c'–e'–g', Glockengießerei Bruno Pietzel & Co. in Dresden 1925 3.) d′–e′–g′–a′ (d′ sollte cis′ werden), Schilling 1973 | | luther-chemnitz.de |
|           | St. Jakobi                                                                   | Zentrum (⊙)                                                | 1230–1250 Wiederaufbau nach Zweitem Weltkrieg 2009 abgeschlossen | Rühle, 2005 9 (9-0) + 2 Tr.                                 | 1.) b°–d′–f′–as′, J. G. Weinhold (Dresden) 2.) b°–d′–f′–as′; b/as′ erhalten, d′/f′, Bruno Pietzel (Dresden) 3.) b°–g′–b′–c″; b erhalten, g′/b′/c″ Schilling    | der Jakobikirchturm ist baulich Bestandteil des Rathauses | |
|           | St. Johannis                                                                 | Zentrum (⊙)                                                | 1566, neugotische Umgestaltung 1876/77                           | Jehmlich, 1912/13 44(12-13-12-5) + 6 Tr.                    | 1.) d′–fis′–a′ 2.) fis′–a′–cis″, a′/cis″ Schilling | Jugendkirche | |
|           | St. Michaelis                                                                | Altchemnitz (⊙)                                            | 1889–1891                                                        | Jehmlich, 1973 18 (6-6-6)                                   | 1.) des′–f′–as′, C. A. Bierling 2.) fes′–as′–b′; fes′/b′ Schilling & Lattermann (fes′ sollte f′ werden), as′ erhalten                                          | | |
|           | Kreuzkirche                                                                  | Kaßberg (⊙)                                                | 1935/36 (1951–1954 wiederaufgebaut), Otto Bartning               | Eule, 1993 35 (12-14-9) + 2 VA                              | 1.) b°–d′–f′–as′, Gebr.Ulrich 1924/25 2.) d′–f′–as′, Stahlwerk Lauchhammer-Torgau 1922/23                                                                      | Stahlgeläut aus der ehemaligen Chemnitzer Paulikirche, 1947 umgesetzt | |
|           | St. Nikolai                                                                  | Kappel (⊙)                                                 | 1891–92, Christian Gottfried Schramm                             | Jehmlich, 1964 16 (5-6-5)                                   | es′–g′–b′, Schilling | Ehemalige Friedhofskapelle auf dem Nikolaifriedhof, wurde nach der Zerstörung der Nikolaikirche am Kapellenberg nach dem Zweiten Weltkrieg auch gottesdienstlich genutzt und 1999 zur Kirche der Gemeinde St. Thomas-Nikolai geweiht. | Der Friedhof St. Nikolai. |
|           | St. Petri                                                                    | Zentrum (⊙)                                                | 1885–1888, Hans Enger                                            | Ladegast, 1888, Umbau durch Jehmlich, 1913 57 (17-13-14-15) | 1.) b°–d′–f′, G. A. Jauck (Leipzig) 2.) h°–d′–f′, Stahlwerk Lauchhammer-Torgau                                                                                 | Stahlgeläut aus der ehemaligen Lukaskirche | |
|           | Schlosskirche                                                                | Schloßchemnitz (⊙)                                         |                                                                  | Vleugels, 2006 47 (13-12-13-9)                              | 1.) d′–fis′–a′ Fa.Große, DD 1876 2.) h°–d′–fis′–a′, (h° ?), 1897 3.) d′–f′–g′–b′; d′ G. A. Jauck (Leipzig), f′/g′/b′ Schilling                                 | erhaltene d′-Glocke aus der Chemnitzer Petrikirche | |
|           | Kirche Adelsberg                                                             | Adelsberg, Kirchwinkel 4 (⊙)                               | 1569                                                             | Mende, 1839/40 11 (9-2)                                     | | | ckgc.de/adelsberg.html |
|           | St. Matthäus                                                                 | Altendorf, Zinzendorfstraße 14 (⊙)                         | 1884/85, Christian Friedrich Arnold                              | Jehmlich, 1885 26 (10-10-6)                                 | f′–as′–b′; f′/as′ Schilling, b′ C. A. Bierling | | matthaeus.kirche-chemnitz.de |
|           | St. Matthäus – Kirche im Rehabilitationszentrum für Blinde und Sehbehinderte | Altendorf, Flemmingstraße 8 (⊙)                            |                                                                  | Jehmlich, 1905                                              | | | matthaeus.kirche-chemnitz.de |
|           | Gnadenkirche                                                                 | Borna, Wittgensdorfer Str. 82 (⊙)                          | 1950/51, Notkirche Typ B von Otto Bartning                       | Jehmlich, 1957 21 (8-8-5)                                   | | | segenskirchgemeinde-chemnitz.de/gnadenkirche-chemnitz-borna |
|           | Stiftskirche                                                                 | Ebersdorf, Mittweidaer Str. 79 (⊙)                         | 15. Jahrhundert                                                  | Jehmlich, 2010 15 (6-6-3) + 2 VA                            | | | ebersdorf.kirche-chemnitz.de. unserebersdorf.de (2011) (Memento vom 23. August 2011 im Internet Archive); unserebersdorf.de (2017). segenskirchgemeinde-chemnitz.de/stiftskirche-chemnitz-ebersdorf. segensgemeinde.kirchechemnitz.de/orgeln-einst-und-jetzt-in-der-stiftskirche |
|           | St. Andreas                                                                  | Gablenz, Bernhardstraße 127 (⊙)                            | 1888–1889, Hermann Knothe-Seeck                                  | Welde, 1996/97 37 (12-9-9-7) + 3 VA                         | 1.) ? 2.) f′–as′–b′, Schilling & Lattermann | | andreas.kirche-chemnitz.de |
|           | St. Jodokus                                                                  | Glösa (⊙)                                                  | Mittelalter, nach 1945 wiederaufgebaut                           | Jahn, 1929 20 (9-7-4) + 2 Tr.                               | | | segenskirchgemeinde-chemnitz.de/st-jodokuskirche-chemnitz-gloesa |
|           | Lutherkirche                                                                 | Harthau (⊙)                                                | 1906–1908, Paul Lange                                            | Jehmlich, 1908 36 (14-13-9)                                 | 1.) b°–des′– f′–as′, Schilling 2.) es′–f′–as′, Schilling, as′ erhalten                                                                                         | | |
|           | Alte Kirche                                                                  | Harthau (⊙)                                                | Umbau 1765                                                       | Jehmlich, 1866                                              | | | |
|           | Trinitatiskirche                                                             | Hilbersdorf (⊙)                                            | 1865/66, Carl Emil August Haase                                  | Jehmlich, 1908 36 (14-13-9)                                 | | | |
|           | St. Georg                                                                    | Rabenstein (⊙)                                             | 1852–1854                                                        | Eule, 1929 33 (12-14-7) + 2 Tr.                             | 1.) es′–g′–b′, ? 2.) es′–g′–b′, Schilling & Lattermann | | |
|           | Johanneskirche                                                               | Reichenbrand (⊙)                                           | 1804–1810, Johann Traugott Lohse                                 | Jehmlich, 1938 49 (11-10-17-11)                             | 1.) ? 2.) es′–g′–b′, Schilling & Lattermann 3.) e′–gis′–h′, Lauchhammer-Rincker                                                                                | | |
|           | Christuskirche                                                               | Reichenhain (⊙)                                            | 1778                                                             | Reinhard Schmeisser, 1957 13 (5-6-2)                        | | | |
|           | Lutherkirche                                                                 | Schönau (⊙)                                                | 1885–1887, Hermann Knothe-Seeck                                  | Kreutzbach, 1888 21 (11-6-4)                                | 1.) es′–g′–b′, C. A. Bierling 2.) g′–b′–c″–d″, Schilling & Lattermann                                                                                          | | |
|           | Kirche Berbisdorf                                                            | Einsiedel (⊙)                                              | 1904–1905                                                        | Kircheisen, 1894 16 (7-6-3) + 4 Tr.                         | | | |
|           | St. Jakobi                                                                   | Einsiedel (⊙)                                              | 1822–1827, Christian Friedrich Uhlig (Wiederaufbau 1953–1966)    | Eule, 1977 19 (6-7-6)                                       | 1.) ? 2.) es′–g′–b′, Schilling & Lattermann | | |
|           | Kirche Euba                                                                  | Euba An der Kirche 4 (⊙)                                   | 1796                                                             | Johann Christoph Oesterreich, 1744 14 (5-6-3) + 2 Tr.       | | | |
|           | Kreuzkirche                                                                  | Grüna (⊙)                                                  |                                                                  | Kreutzbach, 1894 31 (13-9-9)                                | 1.) des′–f′–as′–b′, Schilling 2.) des′– f′–as′–b′; Schilling & Lattermann, (vermutl.) as′ erhalten                                                             | | |
|           | Kreuzkirche                                                                  | Klaffenbach Adorfer Straße 3 (⊙)                           |                                                                  | Eule, 1911 22 (10-9-3) + 1 Tr.                              | 1.) ? 2.) es′–g′–b′, Schilling & Lattermann | | |
|           | Kirche Kleinolbersdorf-Altenhain                                             | Chemnitz-Kleinolbersdorf-Altenhain, Ferdinandstraße 95 (⊙) | 1790, Johann Traugott Lohse                                      | unbekannt, 1693 11 (9-2)                                    | | | ckgc.de/kleinolbersdorf-altenhain |
|           | Peter-Paul                                                                   | Mittelbach, Hofer Straße 62 (⊙)                            |                                                                  | Eule, 1949 13 (5-4-4)                                       | | | |
|           | Kirche Röhrsdorf                                                             | Röhrsdorf, Kirchberg 1 (⊙)                                 |                                                                  | Alfred Schmeisser, 1928 22 (9-10-3) + 2 Tr.                 | | | |
|           | Kirche Wittgensdorf                                                          | Wittgensdorf, Kirchweg 11 (⊙)                              |                                                                  | Jehmlich, 1921 28 (10-9-4-5) + 1 Tr.                        | f′–a′–c″, R. Perner | | wittgensdorf.kirche-chemnitz.de |

#### Ehemalige Kirchengebäude
| Abbildung | Kirche      | Stadtteil, Standort | Hauptbauzeit                 | Orgel          | Glocken (Schlagton, Gießer) | Besonderheiten | Links |
| --------- | ----------- | ------------------- | ---------------------------- | -------------- | --- | --- | ----- |
|           | St. Nikolai | Kapellenberg (⊙)    | 1886–1888, Christian Schramm | Jehmlich, 1888 | 1.) es′–g′–b′, C. A. Bierling 2.) es′–ges′–a′, BVG                                                                                     | zerstört am 5. März 1945, Stahlgeläut hängt jetzt im Turm der Kirche zu Thum (Erzgebirge) |       |
|           | St. Thomas  |                     |                              |                | | |       |
| [ 2 ]     | St. Pauli   | Kaßberg             |                              |                | 1.) b°–d′–es', Bierling Dresden 2.) d′–f′–as′, Stahlwerk Lauchhammer-Torgau Stahlgeläut hängt jetzt im Turm der Chemnitzer Kreuzkirche | zwischen 1750 und 1756 erbaut als „Neue Johanniskirche“ zur Entlastung der Kirche am Johannisfriedhof an der Zschopauer Straße, ab 1875 Pfarrkirche für das Kaßberg-Viertel als St. Pauli Kirche | [ 3 ] |
|           | St. Lukas   | Schloßchemnitz      | 1899–1901, Ernst Giese       | Sauer, 1900    | 1.) b°-d′–f′, ? 2.) h°-d′–f′, Stahlwerk Lauchhammer-Torgau                                                                             | Stahlgeläut hängt jetzt im Turm der Chemnitzer St.-Petri-Kirche |       |

### Weitere evangelische Kirchen
| Abbildung | Kirche                                                                 | Stadtteil, Standort                      | Hauptbauzeit, Architekt                  | Orgel                       | Besonderheiten                                                      | Links                          |
| --------- | ---------------------------------------------------------------------- | ---------------------------------------- | ---------------------------------------- | --------------------------- | ------------------------------------------------------------------- | ------------------------------ |
|           | Adventhaus Siebenten-Tags-Adventisten                                  | Hans-Sachs-Str. 9 (⊙)                    | 1922–1923                                | Jehmlich, (1954) 14 (5-6-3) |                                                                     | adventgemeinde-chemnitz.de     |
|           | Altlutherische Dreieinigkeitskirche Evangelisch-Lutherische Freikirche | Kaßberg Kaßbergstraße 21 (⊙)             | 1882                                     | Schüßler, 1986              |                                                                     | chemnitz.elfk.de               |
|           | Elim-Gemeinde                                                          | Altchemnitz Annaberger Str. 371a (⊙)     | 1993                                     |                             |                                                                     | elim-chemnitz.de               |
|           | Baptisten-Kirche                                                       | Kaßberg Kanzlerstraße 10 (⊙)             |                                          |                             |                                                                     | baptisten-chemnitz.de          |
|           | Gemeindehaus Brüdergemeinde                                            | Goetheplatz 5 (⊙)                        | 1953 (Umbau zu kirchlichem Gebäude 2004) |                             |                                                                     | efg-chemnitz.de                |
|           | Erlöserkirche Evangelisch-methodistische Kirche                        | Dresdner Str. 111a (⊙)                   |                                          |                             |                                                                     | erloeserkirche.net             |
|           | Friedenskirche Evangelisch-methodistische Kirche                       | Kaßberg Kaßbergstraße 30 (⊙)             | 1893, Carl Bieber                        |                             |                                                                     | atlas.emk.de                   |
|           | Kirche Neuapostolische Kirche                                          | Altchemnitz Erdmannsdorfer Straße 57 (⊙) | 1993                                     |                             |                                                                     |                                |
|           | Gemeindehaus Evangelisch-reformierte Kirche                            | Marschnerstraße 15 (⊙)                   |                                          | Wünning, 2002 4             |                                                                     | reformiert-chemnitz-zwickau.de |
|           | Gemeindehaus Freie evangelische Gemeinde                               | Kreherstr. 94 (⊙)                        |                                          |                             |                                                                     | feg-chemnitz.de                |
|           | Gemeinschaftshaus Landeskirchliche Gemeinschaft                        | Hans-Sachs-Straße 37 (⊙)                 |                                          |                             |                                                                     | lkgchemnitz.de                 |
|           | Gemeinschaftshaus Landeskirchliche Gemeinschaft                        | Rabenstein Harthweg 233 (⊙)              | 1926                                     |                             | Ehemalige Gaststätte „Volkshaus“ 1926–1945 „Sportlerheim“ 1945–1990 | lkg-rabenstein.de              |

### Katholische Kirchen
| Abbildung | Kirche                              | Stadtteil, Standort                    | Hauptbauzeit                | Orgel            | Glocken (Schlagton, Gießer)                                  | Besonderheiten                                      | Links                        |
| --------- | ----------------------------------- | -------------------------------------- | --------------------------- | ---------------- | ------------------------------------------------------------ | --------------------------------------------------- | ---------------------------- |
|           | St. Joseph                          | Sonnenberg, Gießerstraße 36 (⊙)        | 1907–1909, Isidor Wingen    | Schmeisser, 1939 | 1.) c′–e′–g′–a′, ? 2.) des′–f′–a′–b′, Schilling & Lattermann |                                                     | kathweb.de                   |
|           | St. Antonius                        | Altchemnitz, Erfenschlager Str. 27 (⊙) | 1934, Willy Schönefeld      |                  | ?, BVG                                                       |                                                     | st-antonius-chemnitz.de      |
|           | Propsteikirche St. Johannes Nepomuk | Kaßberg (⊙)                            | 1953–1955, Willy Schönefeld | Jehmlich         | e′–fis′–gis′–h′–cis″, Bachert                                | russ.-orthodoxe Kirche hält hier ihre Gottesdienste | hl-mutter-teresa-chemnitz.de |
|           | St. Franziskus                      | Stelzendorf, An der Kolonie 8i (⊙)     |                             | Jehmlich, 1959   | fis′–a′–h′, ?                                                |                                                     | hl-mutter-teresa-chemnitz.de |
|           | Maria Hilfe der Christen            | Reichenbrand, Zwickauer Str. 475 (⊙)   |                             |                  |                                                              |                                                     | hl-mutter-teresa-chemnitz.de |

## Judentum
- Alte Synagoge
- Neue Synagoge

## Islam
- Fatih Camii Moschee, Zieschestraße 13